# Mauro Maria Morfino

Wappen von Mauro Maria Morfino

Mauro Maria Morfino SDB (* 23. März 1958 in Arborea) ist ein Ordenspriester und römisch-katholischer Bischof.

## Leben
Er besuchte die Scuole dell´Ordine und das Conservatorio di Musica P.L. da Palestrina in Cagliari. Am 12. September 1975 legte er erstmals die zeitliche und am 25. September 1983 die ewige Profess als Salesianer Don Boscos ab. Von 1977 bis 1980 sowie von 1981 bis 1982 war er als Musikerzieher tätig und leitete von 1977 bis 1980 die Polyphonie „S. Cecilia“. 
Nach Abschluss der philosophischen Studien mit dem Diplom (1982) und der theologischen Studien mit dem Baccalauréat (1986) jeweils an der Päpstlichen Fakultät für Theologie in Sardinien wurde er am 29. Juni 1985 zum Diakon und am 19. Juli 1986 in Arborea durch Bischof Giovanni Pes zum Priester geweiht. 
Er setzte dann seine wissenschaftliche Ausbildung in Jerusalem fort und schloss sie 1988 am Studium Biblicum Franciscanum in Jerusalem mit dem Lizenziat und 1992 ebendort mit dem Doktorat in Bibelwissenschaften ab.
Im Oktober 1992 begann er Biblische Exegese an der Päpstlichen Fakultät für Theologie in Sardinien zu lehren und war dort auch Direktor des Seminars für Bibelwissenschaften. Ab November 1998 war er Vizepräsident der Fakultät.
Von 1993 an war er Redaktionsmitglied sowie seit 2001 Hauptredakteur der wissenschaftlichen Zeitschrift der Fakultät, Theologica & Historica. Ab 2001 war er außerdem Mitglied des wissenschaftlichen Komitees der Rivista Orientamenti Sociali Sardi.
Am 31. Januar 2011 ernannte ihn Papst Benedikt XVI. zum Bischof von Alghero-Bosa. Die Bischofsweihe fand am 3. April 2011 in Alghero durch Tarcisio Kardinal Bertone statt. Mitkonsekratoren waren der Erzbischof von Sassari, Paolo Mario Virgilio Atzei, und der Apostolische Nuntius Claudio Gugerotti.

## Werke
- Limite aperto, EDB, Bologna 1986.
- Leggere la Bibbia con la vita. La lettura esistenziale della Parola: un aspetto comune all’ermeneutica rabbinica e patristica, Ed. Qiqajon, Magnano 1990.
- Zemirot. Canti per tempi fecondi, Gerusalemme 1992.
- L’elezione divina negli scritti di Origene sul Cantico dei Cantici, nel Targum Shir haShirim e nel Shir haShirim Rabbah, Cagliari 1993.